# Жене у Византијском царству
Положај жена у Византијском царству је предмет научног истраживања историје и других наука, које анализирају све доступне информације о женама у Византијском царству, њиховом окружењу, заједницама, правном статусу и другом.
Дуго времена су пажњу историчара привлачиле само поједине истакнуте жене Византије, углавном царице, посебно супруга цара Јустинијана I, Теодора, која је имала значајан утицај на догађаје у првој половини 6. века. Бројни извори (хронике, правни текстови, хагиографска литература) ипак дају слику византијског патријархалног друштва у коме жене уопште нису имале сопствени значај, а жене из вишег слоја биле су затворене у гинекеје (део куће резервисан за жене).
Научно проучавање правног и економског положаја жена у Византијском царству почело је у другој половини 19. века. Предмет проучавања су жене уопште и сродна питања породичног и имовинског права. Оскудица сачуваних извора доводи до различитих оцена положаја жене у византијском друштву. Са развојем родних студија 1970-их година, постоји тенденција ревизије раних ставова према којима улога жена није била значајна. Историчар Иоили Калаврезу даје позитивнији опис живота византијских жена. Неколико аутора данас претпоставља да су жене у Византији уживале знатно више привилегија у поређењу са женама у западној Европи и исламском свету.

## Образовање
Општи став о образовању жена био је да је довољно да девојка савлада кућне дужности и да проучава животе хришћанских светаца и научи псалме напамет и да научи да чита како би могла да проучава библијске стихове – предма описмењавање жена није било увек пожељено јер се сматрало да може порочност. Међутим, било је појединих византијских жена, које су се прославиле својим образовањем и знањем, као што су Касија, Ана Комнина и Добродеја из Кијева.

## Сексуалност

### Брак
Византијке су се обично удавале са четрнаест година, мада су се неке жене удавале касније. Брак се сматрао идеалним стањем за жену, а монашки живот се сматрао легитимном алтернативом. У браку се сексуална активност сматрала само средством репродукције. Римско право на стварни развод постепено је избрисано након увођења хришћанства и замењено законским раздвајањем и поништењем. Жена је имала право да се појави пред судом, али се њено сведочење није сматрало једнаким сведочењу мушкарца, и могло би се оспорити на основу њеног пола ако би се супротставило сведочењу мушкарца. Са друге стране, жене нису биле у потпуности подређене вољи мушкараца. Према рановизантијском дипломати и политичком мислиоцу Приску из Паниона , „[међу] Римљанима се сматрало да није било у реду верити жену за мушкарца против њене воље“. Теодор Сикеот у свом Житију „осликава домаћинство јаких жена, без мушке главе, које се окупљају да размазе једино младо мушко дете у породици. Жене имају неки избор у свом животу, могу да зарађују за живот од прихода у гостионици, а касније Теодорова бака бира верски живот док се његова мајка удаје у угледну породицу.'

### Аскетски идеал жене
Све до 12. века у Византијском царству није било еротске књижевности и еротске уметности уопште, а предмет изражавања осећања био је однос аскете према Богу, што је подразумевало потпуно елиминисање сексуалности. Према општој замисли, жена је била одговорна за жељу која јој се јавила у мушкарцу, а чак је и за монахе најбољи начин био је не гледати жене. Није постојао општи консензус о томе да ли је одвратна сексуална жеља увек опасна.

### Проституција
Проститутке су биле на дну друштвене лествице и биле су познате под разним именима – хетаираи, „јавне жене“, „(жене) са тавана“, У Византији је вероватно одувек била распрострањена проституција. Проституција је цветала у престоници и највећим градовима царства – Александрији, Антиохији, Бериту и Едеси, касније у Солуну и лукама Мале Азије.
Укључивање у ову активност било је релативно добровољно када су кћери глумаца или занатлија биле заведене причама које су ширили власници јавних кућа (стгрч. πορνοβοσκοίπορνοβοσκοί) о раскошном животу гетера; такође су проститутке могле постати робиње и затворенице. И господарице јавних кућа одлазиле су у провинције да пронађу одговарајуће девојке, купујући их у сиромашним породицама. Међутим, такве трансакције су биле незаконите, а пронађени отац породице лишен је родитељског права и могао је бити послат као казна у руднике; за чланове Цркве казна је била изопштење. Али, очигледно, ове мере су примењиване без већег успеха, таако да је барем у 12. веку проституција није била само добровољна. Покушаји да се проституција географски ограничи на Цариграду су били узалудни. Ипак, под Јустинијановом владавином, царство је видело мноштво реформи усмерених на жене које се баве проституцијом, како у циљу остваривања права и заштите од принудног рада, тако и напора социјалне заштите да се подстакне покајање и реформација.
Жене чије су активности укључивале трговину телесним услугама биле су и мимичарке, извођаче на флаути, певачице на свадбама или банкетима и глумице на сцени за које су чланови публике сматрали да су сексуално доступне. По Византијцима, бављење световном уметношћу не приличи поштеном човеку, а жене у овим професијама су сматране проституткама посебне врсте. Проститутке ниже класе сматране су слушкињама у кафанама и ксенодохијама, о чему, према предању које датира из античких времена.
Честа тема византијске хагиографске књижевности била је духовна дегенерација „блуднице“, која је кроз покајање стицала и стекла светост. То су били случајеви са светитељком из 5. века Преподобном Пелагијом или светитељком из 6. века Маријом Египћанком.

## Јавна улога

### Родна сегрегација
Од 6. века постојао је растући идеал родне сегрегације, који је налагао да жене треба да носе вео и да буду виђене у јавности само када иду у цркву. Међутим, арапска сведочанства о византијским женама (према Ел Чеику) осликавају другачију стварност: „Византијске жене нису прекривене велом; чак и када су у браку, пролазе поред људи на пијаци непокривених глава/лица, показујући сву своју лепоту. Законима цара Јустинијана I било је дозвољено да се мушкарац разведе од своје жене због посете јавним просторијама — као што су позоришта или јавна купатила — без његове дозволе, а цар Лав VI Мудри је забранио женама да присуствују пословним уговорима уз аргумент да проузроковао да дођу у контакт са мушкарцима. У Константинопољу се све више очекивало да се жене из вишег слоја држе посебног женског дела грађевине ( gynaikonitis), а до 8. века је описано као неприхватљиво да се неудате ћерке упознају са мушкарцима који им нису сродници. Док су жене из царске породице, племкиње и њихова пратња појављивале у јавности поред мушкараца, жене и мушкарци на царском двору одвојено су присуствовали краљевским банкетима све до успона династије Комнина у 12. веку. Према Аверилу Камерону, „порука преовлађујуће идеологије“ у Византији „је била да жене треба да остану код куће, да буду добре мајке и да ограниче своју активност на дела побожног милосрђа. Ипак, стварност је била нешто другачија. На пример, жене су могле да наследе, систем мираза је за њих био заштита... Многе жене које нису биле аристократског порекла су такође пронашле начине да врше утицај ван куће, и на нижим нивоима, као у свим аграрним друштвима, иу прединдустријским градовима. генерално, њихов рад је био неопходан.' Слобода кретања је такође могла зависити од друштвеног статуса и места.
Иако се уобичајено претпоставља да у византијском друштву скромност и стидљивост највише одговарају женској природи и темпераменту, не постоји стриктан консензус током читавих византијских миленијума о томе шта представљају заиста 'скромне норме'. На пример, византијске жене су сматране 'сексуално промискуитетним' из перспективе Арапа; Византијке, претпостављали су, које нису имале мужа и одлучиле да се не удају, преферирале су прељубу и биле су слободне да раде шта им је воља.

### Привреда и професионални живот
Источноримске и касније византијске жене задржале су право Римљанки да наслеђују, поседују и управљају својом имовином и потписују уговоре, права која су била далеко супериорнија у односу на права удатих жена у средњовековној католичкој западној Европи, пошто су ова права обухватала неудате жене и удовице као и удате жене. Реформе су омогућиле женама да поврате свој мираз и добију одређени степен финансијске независности. Законско право жена да рукују сопственим новцем омогућило је богатим женама да се баве бизнисом, међутим, жене које су активно морале да пронађу професију да би се издржавале нормално су радиле као домаћинство или у домаћим областима као што су прехрамбена или текстилна индустрија. Жене су могле да раде као лекари и пратиоци жена пацијената и посетилаца у болницама и јавним купатилима уз подршку владе.
Након увођења хришћанства, жене више нису могле да буду свештенице, али је постало уобичајено да жене оснивају и управљају женским манастирима, који су функционисали као школе за девојчице, као и азили, сиротињске куће, болнице, затвори и старчки домови за жене и друго. Византијке су се бавиле друштвеним радом као сестре мирјанкиње и ђаконице.
Политички живот
У погледу историографије политичке активности жена у Византијском царству, постоје два главна гледишта. Према једном, жене су биле изоловане од остатка друштва у гинецеју. У овом случају, историчари се позивају на релевантне изјаве Михаила Псела, Кекавмена и Михаела Аталијата. Друго гледиште, које је у данашње време чешће, јесте да изолација жена у изворима не одражава стварно стање ствари, већ идеалну идеју византијских мушкараца. Од 12. века познати су бројни примери супротног, који говоре о томе да су жене учествовале у власти и да су биле саветнице владара.
Према Ангелики Лаиоу, улога византијских жена у политичком животу земље била је значајна у позном периоду њене историје у вези са консолидацијом аристократије, чији је положај постао доминантан. Унутар ове владајуће класе жене су биле важне јер су поседовале значајну имовину и имале утицај на своју децу. Важност породичних веза у периоду власти Комнина приметио је совјетско-амерички византиста Александар Каждан.